# Christoph Hegge
Christoph Hegge, né le 15 août 1962 à Rheine (Rhénanie-du-Nord-Westphalie, Allemagne), est un prélat catholique allemand, évêque auxiliaire de Münster depuis 2010.

## Biographie

### Formation et prêtrise
Il est membre du Mouvement des Focolari.

### Épiscopat
Le 31 mai 2010, il est nommé évêque titulaire de Sicilibba (de) et évêque auxiliaire de Münster par le Pape Benoît XVI. Il est consacré le 29 août, dans la cathédrale Saint-Paul de Münster, par Mgr Felix Genn, assisté de Mgrs Reinhard Lettmann et Heinrich Maria Janssen (de).